# Alberto Pagani
Alberto Pagani (* 29. August 1938 in Mailand; † 11. September 2017 in Caronno Varesino) war ein italienischer Motorradrennfahrer.
Er war der Sohn von Nello Pagani, dem ersten 125-cm³-Weltmeister in der Geschichte der Motorrad-Weltmeisterschaft. Paganis größter Erfolg war die Vize-Weltmeisterschaft 1972 in der 500-cm³-Klasse.

## Karriere
Alberto Paganis Karriere begann 1956, als er, durch die Hilfe seines Vaters, der zu dieser Zeit Teammanager bei MV Agusta war, eine 125-cm³-MV-Agusta-Maschine geliehen bekam. 1959 debütierte er mit Platz fünf im 125er-Rennen des Ulster Grand Prix in der Motorrad-WM. Ab 1960 arbeitete Pagani als offizieller Testfahrer für Aermacchi und blieb mit dem Hersteller aus Varese beinahe über die ganzen 1960er Jahre verbunden. Der Italiener startete in dieser Zeit auf verschiedenen Fabrikaten immer wieder sporadisch in den kleineren Klassen der Motorrad-WM und konnte bis 1967 insgesamt sechs Podiumsplatzierungen für sich verbuchen, ohne jedoch dabei einen Sieg feiern zu können.
Für Aermacchi war Alberto Pagani unter anderem auch an der Entwicklung der letztendlich erfolglosen 500-cm³-Linto-Zweizylinder-Rennmaschine, deren Motor im Prinzip aus zwei 250er-Aermacchi-Zylindern in einem gemeinsamen Kurbelgehäuse bestand, beteiligt. Mit diesem Motorrad fuhr der Italiener 1968 beim Großen Preis der DDR auf dem Sachsenring auf Platz zwei hinter Giacomo Agostini und 1969 beim Nationen-Grand-Prix in Imola in der 500-cm³-Klasse seinen ersten Grand-Prix-Sieg ein. Für die Linto blieb dies der einzige Sieg.
Alberto Pagani musste lange Zeit geduldig auf eine Chance bei MV Agusta warten, als der MV-Werkspilot Angelo Bergamonti im April 1971 in einem italienischen Meisterschaftslauf in Riccione tödlich verunglückt war, bekam er sie schließlich und war in der Folge durch seine stabilen Leistungen eine verlässliche bei MV Nummer zwei hinter dem absoluten Ausnahmefahrer dieser Zeit, Giacomo Agostini. Bereits 500er-Nationen-Grand-Prix desselben Jahres gewann Pagani seinen ersten WM-Lauf für den Hersteller aus Samarate. In der Saison 1972 startete der Mailänder permanent
für MV Agusta in der 500er-WM, gewann den Großen Preis von Jugoslawien, der in diesem Jahr in Opatija ausgetragen wurde, und belegte insgesamt sechsmal den zweiten Platz, immer hinter seinem Teamkollegen Ago. Auch in der WM-Gesamtwertung wurde Pagani hinter dem überlegenen Sieger Giacomo Agostini ebenfalls Zweiter und feierte damit den größten Erfolg seiner Karriere.
Nach der erfolgreichen Saison '72 beendete Alberto Pagani seine aktive Laufbahn. Diese Entscheidung ist möglicherweise mit auf den tödlichen Unfall Gilberto Parlottis, der beim 125-cm³-Rennen der Tourist Trophy 1972 bei katastrophalen Wetterbedingungen abgehalten ums Leben kam, zurückzuführen. Dem Rennsport blieb der Italiener dennoch verbunden, indem er in die Fußstapfen seines Vaters trat und 1973 und 1974 als Teammanager für MV Agusta arbeitete. Obwohl die MV-Maschinen das 500er-Feld dominierten, war dies keine leichte Aufgabe, da die beiden Werkspiloten Giacomo Agostini und Phil Read ihre Rivalität offen austrugen. Nachdem er MV verlassen hatte, kümmerte sich Alberto Pagani vermehrt um seine Familie sowie um geschäftliche Belange.

## Erfolge
- 1972 – 500-cm³-Vize-Weltmeister auf MV Agusta
- 3 Grand-Prix-Siege

## Verweise